# برشاوشان أرشق
برشاوشان أرشق (الاسم العلمي:Adiantum elegantissimum) هو نوع غير مؤكد من النباتات يتبع جنس البرشاوشان من الفصيلة الديشارية.